# 中央研究院歷史語言研究所
中央研究院歷史語言研究所，简称史语所，是中華民國中央研究院的一個历史和语言学研究机构，1928年成立於广州。
因陈寅恪、赵元任、李济、罗常培、李方桂、董作宾、梁思永、勞榦、周法高、严耕望、石璋如、芮逸夫、全汉昇、夏鼐等学者先后担任研究员，并取得了殷墟等处考古挖掘、内阁大库档案的整理研究、全国各省方言调查等重大学术成果，而成为世界学术界瞩目的重镇。傅斯年提出的“史学即史料學”、“动手动脚找东西”理念，对史语所影响至深。出版《历史语言研究所集刊》，素为世所重。

## 歷史
1928年3月底，中华民国中央研究院筹备委员会一致通过创建该所，由傅斯年、顾颉刚和杨振声三人为常务筹备委员，筹备处在广州中山大学。1928年7月，筹备完成。1928年10月22日，迁入独立所址“柏园”，后以此日为所庆纪念日。1929年后，先后迁北京、上海、南京。对日抗战期间，历迁长沙、昆明和四川南溪县李庄。1946年，迁回南京。1948年冬，迁台湾。1954年，定居台北市南港區。
最初设八个组。后合并为历史、语言和考古三组，由陈寅恪、赵元任、李济三人分任组长。1933年至1934年，曾一度与社会科学研究所合并。1934年增设人类学组。
1958年，增设甲骨文研究室。1961年，利用美援興建傅斯年圖書館，內部設有傅斯年紀念室。1986年6月，設立歷史文物陳列館。1990年，甲骨文研究室改名为文字学组。1997年，语言学部分独立为语言学研究所。2020年10月，臺北市文化局將傅斯年圖書館登錄為臺北市歷史建築。

## 历任所长
| 任次 | 姓名   | 任期             | 備註                                       |
| 所長 | 所長   | 所長             | 所長                                       |
| ---- | ------ | ---------------- | ------------------------------------------ |
| 1    | 傅斯年 | 1928.09-1950.12  | 1928.09代行所長職 1929.01-1929.05 代理所長 |
| 2    | 董作賓 | 1951.01 -1955.08 | 1951.01-1951.06 代理所長                   |
| 3    | 李濟   | 1955.08 -1972.12 |                                            |
| 4    | 屈萬里 | 1973.01 -1978.07 |                                            |
| 5    | 高去尋 | 1978.08 -1981.07 |                                            |
| 6    | 丁邦新 | 1981.08 -1989.03 | 1981.08-1985.02 代理所長                   |
| 7    | 管東貴 | 1989.04 -1995.03 |                                            |
| 8    | 杜正勝 | 1995.04 -2000.05 |                                            |
| 9    | 黃寬重 | 2000.05 -2003.10 | 2000.05-2000.10 代理所長 2000.10真除所長   |
| 10   | 王汎森 | 2003.10 -2009.10 |                                            |
| 11   | 黃進興 | 2009.10 -2016.10 |                                            |
| 12   | 臧振华 | 2016.10-2017.2   | 代理所长                                   |
| 13   | 王明珂 | 2017.2-2020.3    |                                            |
| 14   | 李貞德 | 2020.3-至今      |                                            |